# Uprchlický tábor v Chocni

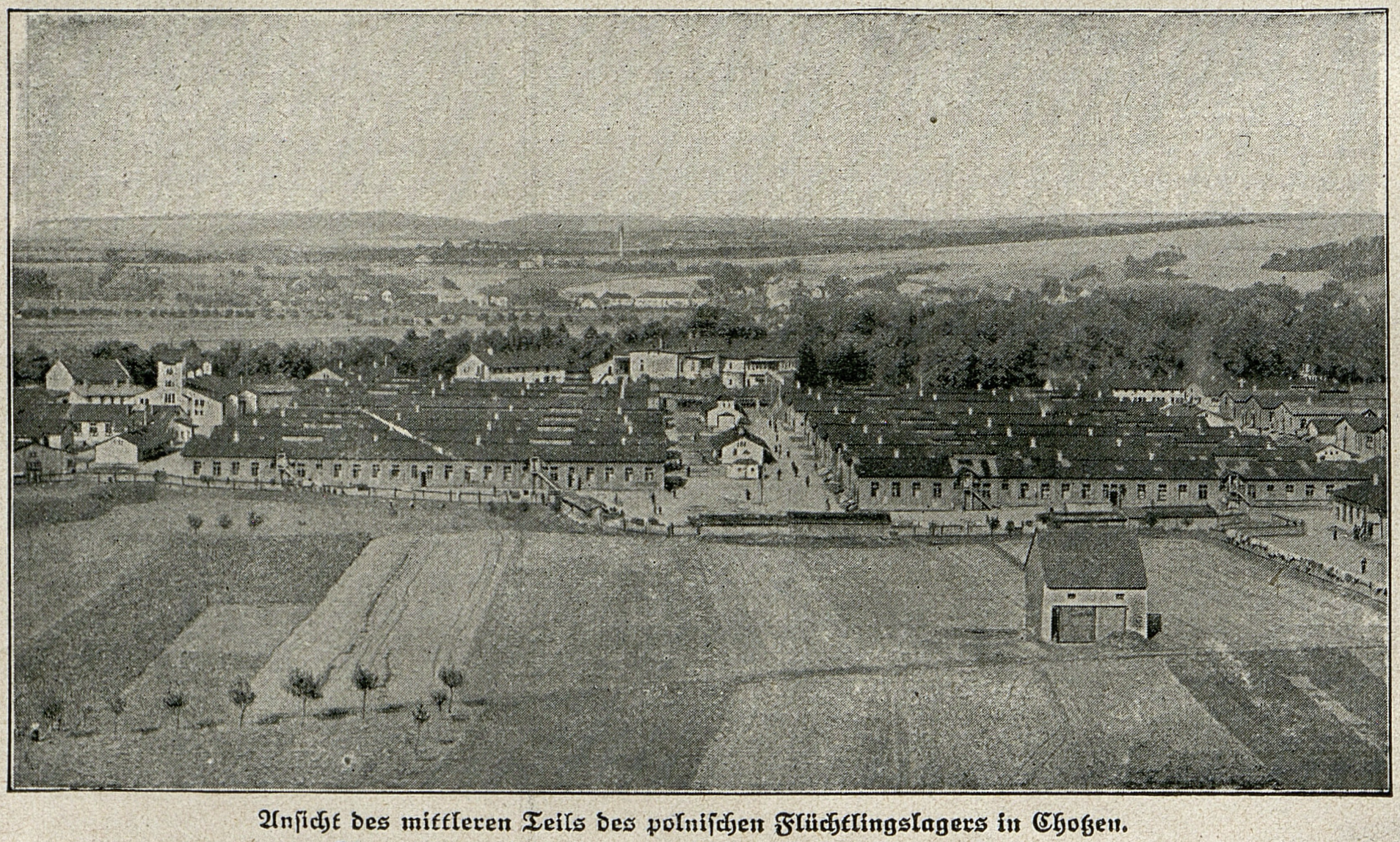
Tábor na fotografii z roku 1916

Uprchlický tábor v Chocni existoval během první světové války pro polské běžence, kteří opustili svoji vlast během ruské okupace Haliče. Přezdíván byl Choceňské Polsko.

## Historie
Tábor byl vybudován právě v Chocni. Původně se uvažovalo o několika dalších lokalitách (např. v České Třebové, Lanškrounu nebo Poličce). Obdobný tábor vznikl ještě v Havlíčkově (Německém) Brodě. Choceň byla zvolena především díky dobré dopravní dostupnosti (prochází tudy jedna z hlavních dopravních tepen dnes České republiky) a také proto, že byla stranou větších měst. Zařízení v Chocni bylo určené především pro uprchlíky polské národnosti.
Stavební práce na několika barácích byly realizovány na podzim 1914 a platila je rakousko-uherská vláda. Tábor vznikl přímo na orné půdě. Nacházela se zde i škola a pošta. Úřady se obávaly zavlečení řady nemocí; byla zde proto i odvšivovací a odčerovací stanice. I přesto zde vypukly epidemie, např. tyfu[nepřesný odkaz], které byly největší pohromou celého choceňského Polska. V letech 1915 a 1916 v souvislosti s postupem na frontě došlo i k návratu některých uprchlíků. Na jejich místo byli poté umisťování ruští váleční zajatci.
V lednu 1917, kdy končila válka na východní frontě a Rakousko-Uhersko začalo vyjednávat o míru s Ruskem, zde bylo ubytováno okolo dvaceti dvou tisíc uprchlíků. Z původního tábora se stalo samostatné malé město, které mělo dokonce i vlastní divadelní sál.
Po skončení války byl areál rozprodán a jednotlivé domy později zbourány. Poslední z nich byl stržen v roce 1986. V současné době se na místě bývalého tábora nachází část města Chocně s názvem Spořilov, resp. Pod Homolí. Od roku 2014 je místo připomenuto žulovým pomníkem.